# بنجامین لاکایو ساکاسا
بنجامین لاکایو ساکاسا (انگلیسی: Benjamín Lacayo Sacasa؛ زاده ۲۷ ژوئن ۱۸۹۳ – درگذشته ۴ آوریل ۱۹۵۹) سیاستمدار اهل نیکاراگوئه بود. وی از ۲۷ مه ۱۹۴۷ تا ۱۵ اوت ۱۹۴۷ رئیس‌جمهور این کشور بود.
بنجامین لاکایو ساکاسا در ۴ آوریل ۱۹۵۹، در سن ۶۵ سالگی درگذشت.